# Tiina Rosenberg
Ne doit pas être confondu avec Tina Rosenberg.
Pour les articles homonymes, voir Rosenberg.
Tiina Rosenberg, née Tiina Pursiainen le 7 juillet 1958 à Helsinki, est une universitaire, femme politique et féministe queer suédoise d'origine finlandaise.
Elle a notamment contribué à diffuser la théorie queer en Suède. Elle a cocréé le parti Initiative féministe en 2005.
Elle a été professeure à l'université de Lund et à l'université de Stockholm, et rectrice de l'université des arts d'Helsinki.

## Publications
- Byxbegär (Anamma, 2000)
- Queerfeministisk agenda (Atlas, 2002)
- Besvärliga människor. Teatersamtal med Suzanne Osten (Atlas, 2004)
- Teater i Sverige (with Lena Hammergren, Karin Helander and Willmar Sauter, Gidlunds, 2004)
- Könet brinner! Judith Butlers texter i urval (Natur och Kultur 2005)
- L-ordet: Vart tog alla lesbiska vägen?  (Normal förlag, 2007)
- Bögarnas Zarah - diva, ikon och kult (Normal förlag, 2009)
- Ilska, hop och solidaritet: Med feministisk scenkonst in i framtiden (Atlas, 2012)
- Arvot mekin ansaitsemme. Kansakunta, demokratia ja tasa-arvo (Tammi 2014)
- Don't Be Quiet, Start a Riot. Essays on Feminism and Performance (Stockholm University Press 2016)
- Mästerregissören. När Ludvig Josephson tog Europa till Sverige (Atlantis, 2017)
- HBTQ spelar roll – mellan garderob och kanon (Leopard 2018)
- The Palgrave Handbook of Queer and Trans Feminisms in Contemporary Performance (Palgrave MacMillan 2021)
- Berätta, överleva, inte drunkna: Antirasism, dekolonisering och migration i svensk teater (Atlas, 2022)

### En français
- Marco Berisso, Pippo Delbono, Jacques Delcuvellerie, Josette Féral, Fabrizio Fiaschini, Jeremy Hamers, Rui Horta Esa Kirkkopelto, Sophie Lucet, Stéphane Olivier, Eleni Papalexiou, Jens Roselt, Tiina Rosenberg, Julie Sermon, Luc Van Den Dries, Franco Vazzoler, Krzysztof Warlikowski, Utopie et pensée critique dans le processus de création, Solitaires Intempestifs, 2012.